# Xylocopa sulcatipes
Xylocopa sulcatipes là một loài Hymenoptera trong họ Apidae. Loài này được Maa mô tả khoa học năm 1970.